# Палеоталамус
Палеоталамус — эволюционно (филогенетически) более древняя часть таламуса, в противоположность эволюционно более молодому неоталамусу. К палеоталамусу причисляли медиальную часть таламуса, в частности, внутриламинарное ядро, которое, как принято считать, является эволюционно самым древним в таламусе, а также ядра средней линии, в то время как латеральные ядра, ядра подушки, а также медиальное и латеральное коленчатые тела относили к неоталамусу.
Первоначально палеоталамус выделяли на основании того, что ядра палеоталамуса, как полагали когда-то, не имеют реципрокных связей с эволюционно более молодыми областями мозга — неокортексом и неопаллидумом. В настоящее время известно, что те части таламуса, которые полагали не имеющими реципрокных связей с неокортексом и неопаллидумом, на самом деле такие связи имеют. В связи с этим данный термин, как и парный ему термин неоталамус, ныне считается устаревшим, потерял популярность и практически вышел из употребления.